# Mubarak (Schauspieler)
Mubarak (eigentlich Mubarak Merchant; * 30. Januar 1909 in Bombay; † 26. Juli 1986 ebenda) war ein indischer Filmschauspieler.

## Leben
Der Parse Mubarak Merchant hatte sein Filmdebüt Ende der 1920er Jahre, noch vor Beginn des Tonfilmzeitalters in Indien. Als Nebendarsteller war er unter dem Namen Mubarak in zahlreichen Filmen der 1930er, 1940er und 1950er Jahre präsent. Er trat häufig unter den Regisseuren Baburao Patel, Jayant Desai, Ishwarlal und Ramesh Saigal auf. 1939 spielte Mubarak in Franz Ostens letztem indischen Film Kangan. Zu seinen wichtigen Filmen gehörten Jayant Desais Tansen (1943), in dem er den Großmogul Akbar I. verkörperte, sowie Sohrab Modis Jhansi Ki Rani (1953), Indiens erster Film in Technicolor. 
Seine letzten Filmauftritte hatte er Mitte der 1970er Jahre, danach verarmte er.

## Filmografie
- 1929: Vasal Ni Raat
- 1929: Gori Bala
- 1929: Pati Patni
- 1931: Noor Jahan
- 1931: Namak Haram Kon
- 1931: Dilawar
- 1931: Bar Ke Pobar
- 1932: Veer Kunal
- 1933: Sati Mahananda
- 1933: Aurat Ka Dil
- 1934: Bala Joban
- 1934: Noor-e-Islam
- 1934: Maharani
- 1934: Talismi Heera
- 1935: Josh-e-Inteqam
- 1935: Pardesi Saiyan
- 1935: Jeevan Natak
- 1936: Banarasi Thug
- 1936: Hamari Betiyaan
- 1936: Aakhri Galti
- 1937: Kal Ki Baat
- 1937: Sarijini
- 1938: Sathi
- 1939: Kangan
- 1939: Kaun Kisika
- 1939: Sitara
- 1940: Bahurani
- 1940: Usha Haran
- 1941: Naya Sansar
- 1941: Kanchan
- 1941: Taj Mahal
- 1942: Fariyaad
- 1942: Ujala
- 1942: Ek Raat
- 1942: Shobha
- 1942: Maheman
- 1942: Mata
- 1943: Tansen
- 1943: Zaban
- 1943: Bhaktaraj
- 1943: Aage Kadam
- 1943: Kismet
- 1944: Anban
- 1944: Lalkar
- 1944: Lady Doctor
- 1944: Manorama
- 1945: Pannadai
- 1945: Tadbir
- 1945: Veer Kunal
- 1946: Sohni Mahiwal
- 1946: Maharana Pratap
- 1947: Renuka
- 1947: Heera
- 1947: Riwaaj
- 1949: Shabnam
- 1949: Matrubhoomi
- 1949: Rimjhim
- 1950: Sheesh Mahal
- 1950: Maang
- 1950: Pagle
- 1950: Samadhi
- 1951: Nadaan
- 1951: Stage
- 1953: Anarkali
- 1953: Die Maharani von Dschansi (Jhansi Ki Rani)
- 1954: Nagin
- 1954: Shama Parwana
- 1955: Prabhu Ki Maya
- 1955: Abe-Hayat
- 1956: Heer
- 1956: Anjaan
- 1957: Begunah
- 1957: Champakali
- 1957: Ek Jhalak
- 1958: Night Club
- 1958: Phir Subah Hogi
- 1958: Farishta
- 1959: Main Nashe Mein Hoon
- 1960: Hum Hindustani
- 1961: Maya
- 1961: Jab Pyar Kisise Hota Hai
- 1961: Shola Aur Shabnam
- 1965: Janam Janam Ke Saathi
- 1965: Chhoti Chhoti Baten
- 1965: Waqt
- 1966: Aaya Din Bahar Ke
- 1973: Barkha Bahar
- 1974: Insaniyat